# Carol Shaw
Carol Shaw   (Palo Alto, 1955) és una de les primeres dones dissenyadores i programadores de la industria dels videojocs.És coneguda per haver creat el videojoc River Raid (1982) per a la consola Atari 2600, a la companyia Activision. Treballà per Atari, Inc. des del 1978 fins al 1980, on hi dissenyà nombrosos videojocs d'entre els quals destaquen 3-D Tic-Tac-Toe (1978) i Video Checkers (1980), ambdós per a la consola Atari VCS, més tard coneguda com 2600. L'any 1984 abandonà la industria dels videojocs i es retirà l'any 1990.

## Biografia
Va néixer i va créixer a Palo Alto, Califòrnia, l'any 1955. Filla d'un enginyer mecànic que treballava al Centre de l'Accelerador lineal de la Universitat Stanford. El seu interès per la informàtica i en concret pel disseny de videojocs va començar mentre realitzava els seus estudis de secundària, en descobrir que es podia utilitzar l'ordinador per jugar. Es va matricular a la Universitat de Califòrnia, Berkeley i es va graduar amb una llicenciatura en Enginyeria Elèctrica i Ciències de la Computació en 1977, completant els seus estudis cursant un màster en Ciències de la Computació.

## Trajectòria
Abans de finalitzar els seus estudis, l'empresa Atari, Inc. la va reclutar per treballar com a dissenyadora de videojocs, oficialment exercint la labor d'enginyera microprocessadora de programari, convertint-se d'aquesta manera en la primera dona dissenyadora de videojocs. Els seus primer treballs, com ara Polo (1978), es van arribar a sortir al mercat. Actualment, però, poden trobar-se al internet i jugar amb ells. L'any 1979 va dissenyar el videojoc 3-D Tic-Tac-Toe.
Al 1980 abandonà el seu lloc a Atari, Inc. per començar a treballar per a Tandem Computers Inc. Després de 16 mesos fou reclutada per Activision. L'any 1982 va dissenyar i programar el joc pel qual seria coneguda, River Raid. Tot i la seva gran popularitat, River Raid fou titllat de violent en alguns països d'Europa i, en conseqüència, es prohibí el seu ús als menors d'edat, convertint-se així en el primer joc de videoconsola en ser prohibit per violència.
L'any 1983, Shaw es casà amb el matemàtic Ralph Merkle.
Al 1984, després d'haver dissenyat Happy Trails per la Intellivision i River Raid per la Atari 800 i Atari 5200, Carol Shaw va deixar l'empresa i va tornar a treballar per a Tandem Computers Inc. fins a 1990, any en el qual va decidir jubilar-se. Desde llavors, va iniciar una nova etapa com a voluntària en diferents organitzacions, incloent la seva trajectòria com a professora voluntària en l'Institut Foresight.